# Perizoma poliosama
Perizoma poliosama là một loài bướm đêm trong họ Geometridae.